# 이창윤
이창윤(李昌允)은 조선시대의 판소리 명창이다. 전라남도 영암에서 태어났다. 이날치의 제자로 서편제 소리를 잘하여 이름을 날렸다. 《심청가》를 잘하였으며, 특히 심청이 밥 빌러 나가는 대목을 잘하였다.
- 이창윤은 온앤오프(ONF)의 멤버이다